# Marthe Pabsdorff Brunvold
Marthe Pabsdorff Brunvold født den 25. juni 2001, er en norsk ishockeyspiller  Hansen spiller i det Svensk topliga for Linköpings HC fra 2018. Hun spiller for Norges kvindelige ishockeyhold. Hun har også spillet for Jordal.
Brunvold er fra Løten og har Storhamar Dragons som sin moderklub.